# Biefvillers-lès-Bapaume
Biefvillers-lès-Bapaume är en kommun i departementet Pas-de-Calais i regionen Hauts-de-France i norra Frankrike. Kommunen ligger i kantonen Bapaume som tillhör arrondissementet Arras. År 2022 hade Biefvillers-lès-Bapaume 94 invånare.

## Befolkningsutveckling
Antalet invånare i kommunen Biefvillers-lès-Bapaume
| Referens: INSEE |